# The Music of Cosmos
Music of Cosmos é a trilha sonora lançada em 1981, então no formato de long play, publicada pela RCA Records pouco tempo depois da exibição da série Cosmos. A trilha é composta por canções populares e eruditas, incluindo o tema "Heaven and Hell, part 1", composto pelo músico grego Vangelis. Em 2004 a gravadora relançou o disco em compact disc. Já em 2002, por sua vez, uma edição especial foi lançada, num disco duplo.

## Versões

### LP & Cassette
- 1981 RCA Records, Catalog No. ABL 1-4003

| The Music of Cosmos |                                                                        |         |  |
| N.º                 | Título                                                                 | Duração |  |
| 1.                  | "Heaven And Hell Part 1" (Vangelis)                                    |         |  |
| 2.                  | "Symphony No.11" (Dmitri Shostakovich)                                 |         |  |
| 3.                  | "Alpha" (Vangelis)                                                     |         |  |
| 4.                  | "Depicting The Cranes In Their Nest" (G. Yamaguchi)                    |         |  |
| 5.                  | "Canon A 3 On A Ground In D" (Johann Pachelbel)                        |         |  |
| 6.                  | "As Quatro Estações" (Antonio Vivaldi)                                 |         |  |
| 7.                  | "The Sea Named "Solaris"" (Tomita)                                     |         |  |
| 8.                  | "Partita No.3" (Johann Sebastian Bach)                                 |         |  |
| 9.                  | "Sinfonia Nº.19" (Alan Hovhaness)                                      |         |  |
| 10.                 | "Legacy" (Synergy)                                                     |         |  |
| 11.                 | "Russian Easter Festival" (Nikolai Rimsky-Korsakov)                    |         |  |
| 12.                 | "Inside The Heart Of The Universe" (Toru Takemitsu)                    |         |  |
| 13.                 | "Fly Night Bird" (Roy Buchanon)                                        |         |  |
| 14.                 | "Beaubourg Part II" (Vangelis)                                         |         |  |
| 15.                 | "Sagração da Primavera" (Igor Stravinsky)                              |         |  |
| 16.                 | "Entends Tu Les Chiens Aboyer?" (Vangelis)                             |         |  |
| 17.                 | "Bulgarian Sheperdess Song" (L. Kanevski / S. Zakmanov / V. Balkanska) |         |  |
| 18.                 | "Heaven And Hell (Reprise)" (Vangelis)                                 |         |  |
| Duração total:      | Duração total:                                                         | ????    |  |

### Singles
- 1981 Heaven and Hell / Alpha RCA 71 UK
- 1981 Heaven and Hell / Alpha BBC 1
- 1981 Theme from the TV-series COSMOS / Alpha PB 5356 Holland
- 1981 Titelmelodie aus de TV-serie "Unser Kosmos" / Alpha PB 5356 West-Germany

### CDs
- 1994 RCA 07863 54003-2 USA
- 2000 Collectables COL-CD-6293 USA
- 2002 BMG Special Products MOC 1100 USA (two-disc Collector's Edition)

#### Edição Especial
| Disco 1        |                                                                          |         |  |
| N.º            | Título                                                                   | Duração |  |
| 1.             | "Heaven And Hell Part 1" (Vangelis)                                      |         |  |
| 2.             | "O Ano de 1905 (Sinfonia nº 11)" (Dmitri Shostakovich)                   |         |  |
| 3.             | "Alpha" (Vangelis)                                                       |         |  |
| 4.             | "Depicting The Cranes In Their Nest" (G. Yamaguchi)                      |         |  |
| 5.             | "Clarinet Concerto A major" (Wolfgang Amadeus Mozart)                    |         |  |
| 6.             | "Canon A 3 On A Ground In D" (Johann Pachelbel)                          |         |  |
| 7.             | "Metamorphosis" (Jeffrey Boydstun)                                       |         |  |
| 8.             | "The Sea Named "Solaris"" (Tomita)                                       |         |  |
| 9.             | "Partita No.3" (Johann Sebastian Bach)                                   |         |  |
| 10.            | "As Quatro Estações" (Antonio Vivaldi)                                   |         |  |
| 11.            | "Sonata D-Dur für Trompete, Oboe unda Basso Continuo" (Gottfried Finger) |         |  |
| 12.            | "Concerto for Mandolin in C major" (Antonio Vivaldi)                     |         |  |
| 13.            | "The Tale of Tsar Saltan" (Nikolai Rimsky-Korsakov)                      |         |  |
| 14.            | "Legacy" (Synergy)                                                       |         |  |
| 15.            | "Russian Easter Festival" (Nikolai Rimsky-Korsakov)                      |         |  |
| Duração total: | Duração total:                                                           | ????    |  |

| Disco 2        |                                                                        |         |  |
| N.º            | Título                                                                 | Duração |  |
| 1.             | "Pulstar" (Vangelis)                                                   |         |  |
| 2.             | "Sinfonia Nº.19" (Alan Hovhaness)                                      |         |  |
| 3.             | "Melancholy Blues" (Louis Armstrong)                                   |         |  |
| 4.             | "Aquarius" (Galt MacDermot)                                            |         |  |
| 5.             | "Beaubourg Part II" (Vangelis)                                         |         |  |
| 6.             | "Os Planetas" (Gustav Holst)                                           |         |  |
| 7.             | "Alien Images 1" (Jeff Boydstun)                                       |         |  |
| 8.             | "Fly Night Bird" (Roy Buchanan)                                        |         |  |
| 9.             | "Entends Tu Les Chiens Aboyer?" (Vangelis)                             |         |  |
| 10.            | "Sagração da Primavera" (Igor Stravinsky)                              |         |  |
| 11.            | "Prayer of St. Gregory" (Alan Hovhaness)                               |         |  |
| 12.            | "Bulgarian Sheperdess Song" (L. Kanevski / S. Zakmanov / V. Balkanska) |         |  |
| 18.            | "Comet 16" (Vangelis)                                                  |         |  |
| Duração total: | Duração total:                                                         | ????    |  |